# Brødrene Taviani
Brødrene Taviani, Vittorio (født 20. september 1929 i San Miniato i Toscana i Italien, død 15. april 2018 i Rom) og Paolo Taviani (født 8. november 1931 i San Miniato, død 29. februar 2024) var to italienske Filminstruktører. 
Brødrene Taviani begyndte med dokumentarfilm i 1950'erne, og med spillefilm fra 1962. Gennembruddet kom i 1977 med Far og herren efter Gavino Leddas selvbiografiske roman, en film, der vandt Den Gyldne Palme i Cannes. De lavede en række symbolfyldte og stiliserede, men stadig tilgængelige film kendetegnet ved syditaliensk miljø og mentalitet. Paolo og Vittorio Taviani arbejdede altid sammen om regien.

## Film i udvalg
- Un uomo da bruciare (1962)
- Sovversivi (1967)
- Sotto il segno dello scorpione (1969)
- San Michele aveva un gallo (1972)
- Allonsanfàn (1974)
- Padre padrone (1977)
- Il prato (1979)
- La notte di San Lorenzo (1982)
- Kaos (1984)
- Good Morning Babilonia (1987)
- Il sole anche di notte (1990)
- Fiorile (1993)
- Le affinità elettive (1996)
- Tu ridi (1998)
- La masseria delle allodole (2007)
- Cesare deve morire (2012)
- Maraviglioso Boccaccio (2015)
- Una questione privata (2017)